# Estadio Único Diego Armando Maradona
Estadio Único Diego Armando Maradona, (Unik Diego Armando Maradona Stadium, tidigare Estadio Ciudad de La Plata)  inofficiellt Estadio Único, är en multifunktionsarena i Tolosa, La Plata Partido, bredvid staden La Plata, Buenos Aires, Argentina. Bygget av arenan påbörjades 1997, och stod klart 2011. Den invigdes den 7 juni 2003 och ansågs vara "den modernaste stadion i Latinamerika", Arenan ägs av Buenos Aires-provinsen, administreras gemensamt av provinsregeringen, La Platas kommun och fotbollsklubbarna Estudiantes de La Plata och Gimnasia y Esgrima de la Plata. Fotbollsklubbarna Estudiantes de La Plata och Club de Gimnasia y Esgrima La Plata använder arenan som hemmalag

## Historik
Idén med projektet började 1947 när guvernör Domingo Mercante exproprierade fastigheten som ligger vid korsningen av vägarna 32 och 25 och bildade La Plata Sports Complex.
År 1972 skulle La Plata vara en kandidat för att vara värd för matcher i fotbolls-VM 1978. Argentinas regering efterlyste konkurrenskraftiga projektanbud för att bygga en "unik stadion" i staden. Det skulle byggas i en kommunal mark belägen nära Ringuelet tågstation, och omfatta annan mark som skulle exproprieras. Regeringen valde projektet som presenterades av Antonini-Schon-Zemborain, men det kom aldrig att genomföras.
År 1989, efter ett möte mellan Buenos Aires-provinsens regering och kommunen La Plata's, Estudiantes och Gimnasia, bildade Estudiantes och Gimnasia en kommitté för att bygga och förvalta ett komplex helt tillägnat fotboll och andra sporter.
Sålunda, efter att ha granskat flera alternativ, föreslogs byggandet av stadion att ske i området för Center for Physical Education nr 2. Detta fastställdes som det mest tillgängliga området för en stadion i La Plata. I januari 1992 undertecknades det i lag 11118, som etablerade byggarbetsplatsen.

### Byggnation
Den 21 april 1992 bildades Estadio Ciudad de La Plata Foundation, som var en institution som var lika sammansatt av representanter från Estudiantes och Gimnasia. Arkitekt- och ingenjörskollegiet höll ett möte i april 1993 för att välja ett arkitektoniskt förslag. Den tilldelades Roberto Ferreira & Associates.
År 1996 gavs ett tillstånd av den verkställande grenen som gav provinsförvaltningen rätten att börja bygga året därpå. Verkställande enheten efterfrågade offentliga anbud för arbetet och ett år senare började de bygga stöden för taket och 1998 lade guvernören Eduardo Duhalde och borgmästaren i La Plata, Julio Alak, den första stenen för att påbörja bygget av stadion.
Arbetena fördröjdes 2000 också av ekonomiska och fackliga problem, så redan med Eduardo Duhalde som nationens president begärdes ett nytt anbud för tilldelning av investeringar med sikte på dess godkännande i maj 2003. 

### Invigning och evenemang
Stadion öppnade den 7 juni 2003, men stängdes tillfälligt för att omvandla den till en stadion för alla sittplatser och för att installera ett nytt tak för att täcka alla platser. Arbetet hade gått före schemat och taket var klart före slutet av februari. Stadion öppnades officiellt igen den 17 februari 2011, och dess första match spelades sex dagar senare mellan Estudiantes och Deportes Tolima för grupp 7 i Copa Libertadores 2011.
Stadion har sedan dess blivit en viktig plats för musiker på turné. Över 300 000 biljetter till sådana evenemang på stadion såldes under 2011, vilket rankade La Plata Stadium på femte plats i världen när det gäller sålda biljetter till uppträdande evenemang.
Efter Diego Maradonas död i november 2020 fick arenan namnet "Estadio Único Diego Maradona" för att hedra legenden. På samma sätt hette en av dess läktare "Alejandro Sabella" för att hedra en av de mest framstående spelarna från staden.